# Наурыз коже
Наурыз-Коже (каз. Наурыз-Көже; кирг. Нооруз көжө) — национальный суп казахской кухни и кыргызской кухни для праздника Наурыз. Является символом достатка и изобилия в наступившем новом году у казахов. Обычно суп состоит из семи основных ингредиентов, символизирующих удачу: например, молока, мяса, масла, пшена, риса, кукурузы (состав может отличаться). В некоторых районах принято для приготовления использовать первое молоко отелившейся коровы.

## Приготовление
Сначала кипятят кастрюлю с молоком, а после того, как молоко сварится, снимают с его поверхности сливки. Когда молоко готово к приготовлению, добавляют сахар и накрывают крышкой примерно на 15 минут. По истечении этого времени смешивают семь видов питательных веществ, таких как пшеница, кукуруза, просо, горох и рис, в отдельной ёмкости с молоком и мясом и снова кипятят.